# 1550 в Україні

## Події
- Дмитра Байду-Вишневецького призначено старостою Черкас та Канева.
- З 1550 року Самійло Кішка брав участь у походах Дмитра Вишневецького.
- Костянтин Василь Острозький отримав від великого князя Литовського посаду старости Володимирського і маршалка Волинського.
- Михайло Литвин звертає увагу уряду Великого князівства Литовського на потребу укріпити Кременчук як форпост проти татар.
- В документах Калуша згадується панська солодовня і броварня з досить високим прибутком.
- Мукачівський монастир повністю відновлений.

## Особи

### Народились
- Зизаній Лаврентій Іванович (1550—1634) — мовознавець, письменник, перекладач, педагог, богослов і церковний діяч, активний учасник братського руху в Україні.
- Плетенецький Єлисей Михайлович (між 1550 і 1554—1624) — православний церковний, культурний і громадський діяч, просвітитель, письменник, архімандрит Києво-Печерської лаври, засновник Лаврської друкарні і першої в Центральній Україні паперової фабрики.
- Ходика-Кобизевич Федір Федорович (1550—1625) — київський війт у 1613—1618 та 1621—1625 роках.

## Засновані, зведені
- Письмова згадка про село Горонда (Мукачівський район).
- Бурківці (Тетіївський район)
- Верхолісся (Корюківський район)
- Гриціївка
- Дейманівка (Срібнянський район)
- Капустинці (Володарський район)
- Людинь
- Михальчина-Слобода
- Переходівка
- Підлисся
- Савинці (Срібнянський район)
- Синява (Рокитнянський район)
- Стави (село)
- Степанівка (Менський район)
- Стодоли
- Хотинівка (Носівський район)